# I'd like to see you again
I'd like to see you again (Me gustaría verte de nuevo) es el cuarto álbum del grupo inglés A Certain Ratio, lanzado al mercado en noviembre de 1982 en el Reino Unido en formato LP por el sello discográfico Factory.

## Pistas
1. A1 Touch 5:05
2. A2 Saturn 3:46
3. A3 Hot Knights 3:51
4. A4 I'd Like To See You Again 5:11
5. B1 Show Case 3:10
6. B2 Sesamo Apriti - Corco Vada 3:51
7. B3 Axis 6:25
8. B4 Guess Who 4:58